# Hilidundra
Hilidundra is een bestuurslaag in het regentschap Nias Utara van de provincie Noord-Sumatra, Indonesië. Hilidundra telt 626 inwoners (volkstelling 2010).